# Regimentul I Mehedinți No. 17 „Știrbey Vodă”
 Regimentul I Mehedinți No. 17 a fost o unitate de infanterie, de nivel tactic, din trupele permanente ale Armatei României. Unitatea a fost înființată în 1891 prin fuziunea Regimentului I de Linie - înființat în 1830 și Regimentului 17 Dorobanți, înființat în 1880. Pe tot parcursul existenței sale a făcut parte din organica Brigăzii 1 Infanterie, fiind dislocat la pace în garnizoana Drobeta Turnu Severin. La mobilizare, regimentul constituia încă o unitate, Regimentul 41 Infanterie, din rezerviști proveniți din Cercul de recrutare „Mehedinți”.:p. 120